# English Electric Canberra

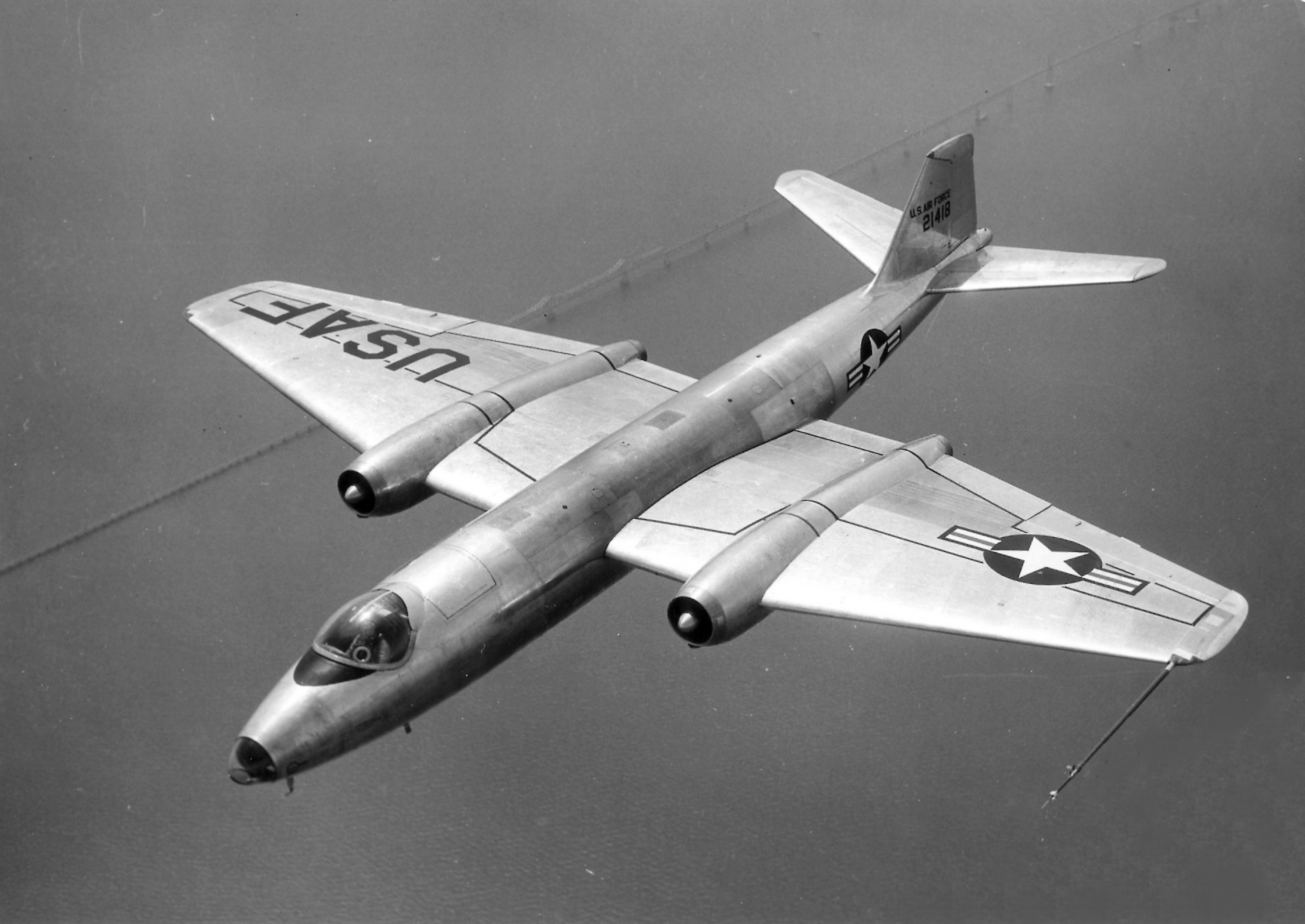
B-57A der US Air Force

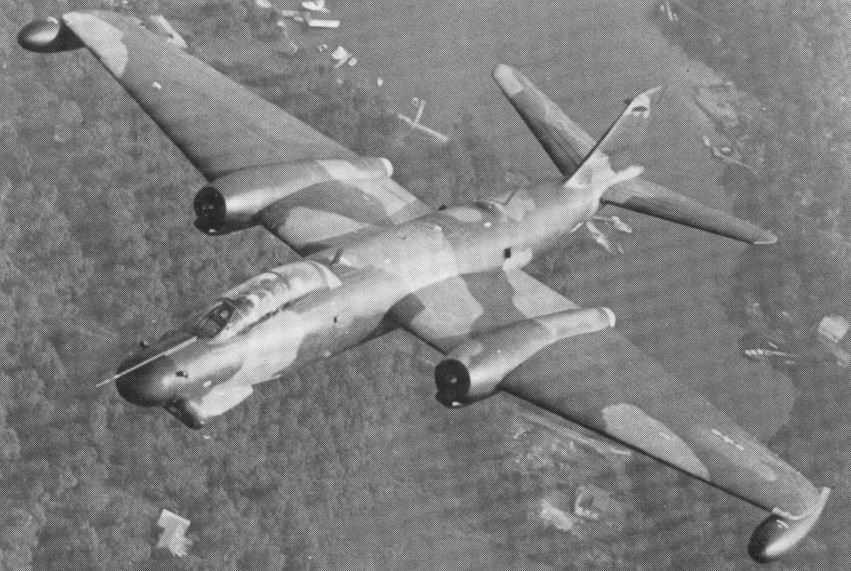
Martin B-57G

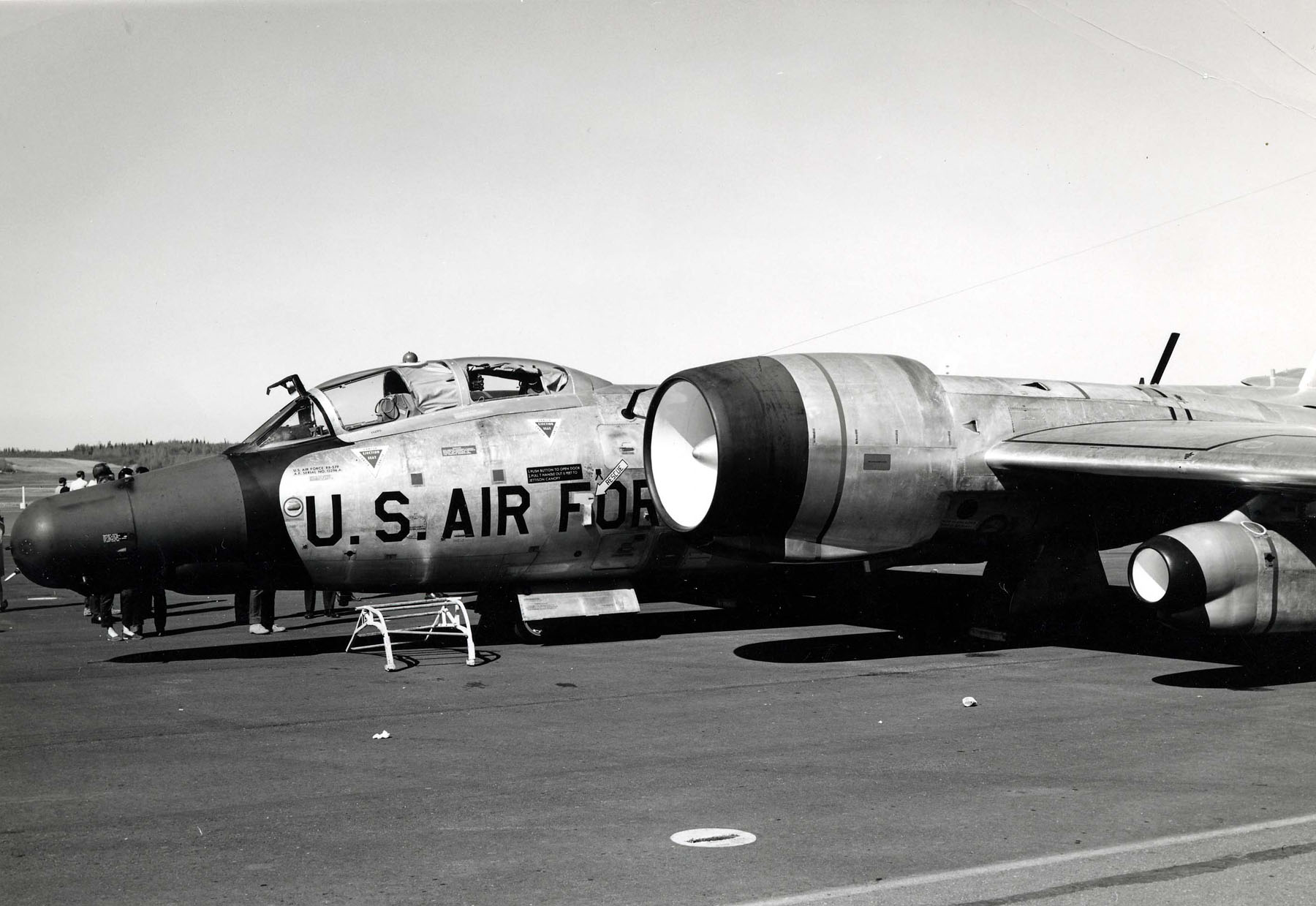
WB-57F des 58th Weather Reconnaissance Squadron der USAF

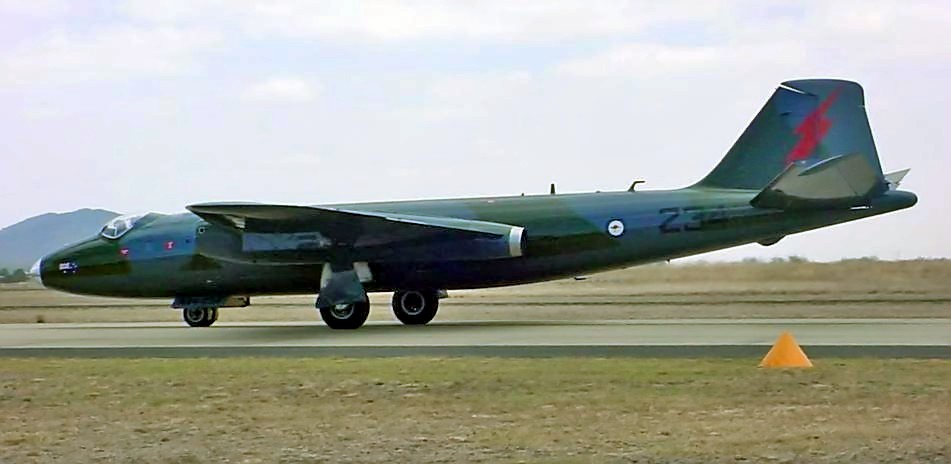
Seitenansicht einer australischen Maschine

Die English Electric Canberra war ein zweistrahliges britisches Kampfflugzeug der Zeit des Kalten Krieges der English Electric Company. Sie gehörte der ersten Generation von Strahlflugzeugen an, wurde ab 1944 als Ersatz für die De Havilland DH.98 Mosquito entwickelt und 1951 von der Royal Air Force in Dienst gestellt. In den USA in Lizenz gefertigte Exemplare der US Air Force sind unter dem Namen Martin B-57 bekannt.

## Beschreibung
Insgesamt wurden 1352 Canberras produziert, darunter 403 B-57 und 48 Flugzeuge für die Royal Australian Air Force. Die erste britische Einsatzstaffel war ab Mai 1951 die 101. Squadron in RAF Binbrook und im Bereich der RAF Germany war ab August 1954 die 149. Squadron in RAF Gütersloh der erste Verband. Im Jahr 1955 gab es 35 aktive Canberra-Bomberstaffeln in der RAF, und bei der RAF Germany waren Canberras bis Anfang der 1970er-Jahre stationiert.
Verschiedene Versionen wurden nach Argentinien, Kanada, Chile, Ecuador, Äthiopien, Frankreich, Indien, Neuseeland, Pakistan, Peru, Rhodesien, Südafrika, Schweden, Venezuela und Westdeutschland exportiert. Die RAF Germany flog die Canberra etwa zwei Jahrzehnte. In der deutschen Bundeswehr wurden 1963 bis 1993 drei Exemplare beim Amt für Militärisches Geowesen für Bildflüge eingesetzt. Am 23. Juni 2006 wurden die letzten Canberras der RAF nach 55 Jahren offiziell außer Dienst gestellt.
Das Flugzeug wurde ursprünglich als leichter Bomber und später als Fotoaufklärer eingesetzt. In der USAF verwendete man die B-57 unter anderem als Bodenangriffsflugzeug Martin B-57G im Vietnamkrieg. Andere Einsätze fanden während der Sueskrise 1956 und im malayischen Bürgerkrieg durch die RAF sowie in den Kriegen zwischen Äthiopien und Eritrea bzw. Somalia, in den Indo-Pakistanischen Kriegen und in den „Buschkriegen“ Rhodesiens und Südafrikas statt. Eine für den Höheneinsatz modifizierte Version stellte 1957 mit 21.430 m einen Höhenweltrekord auf und diente der USAF vor der Indienststellung der Lockheed U-2 zu Spionageflügen über China und der Sowjetunion.

### Martin B-57

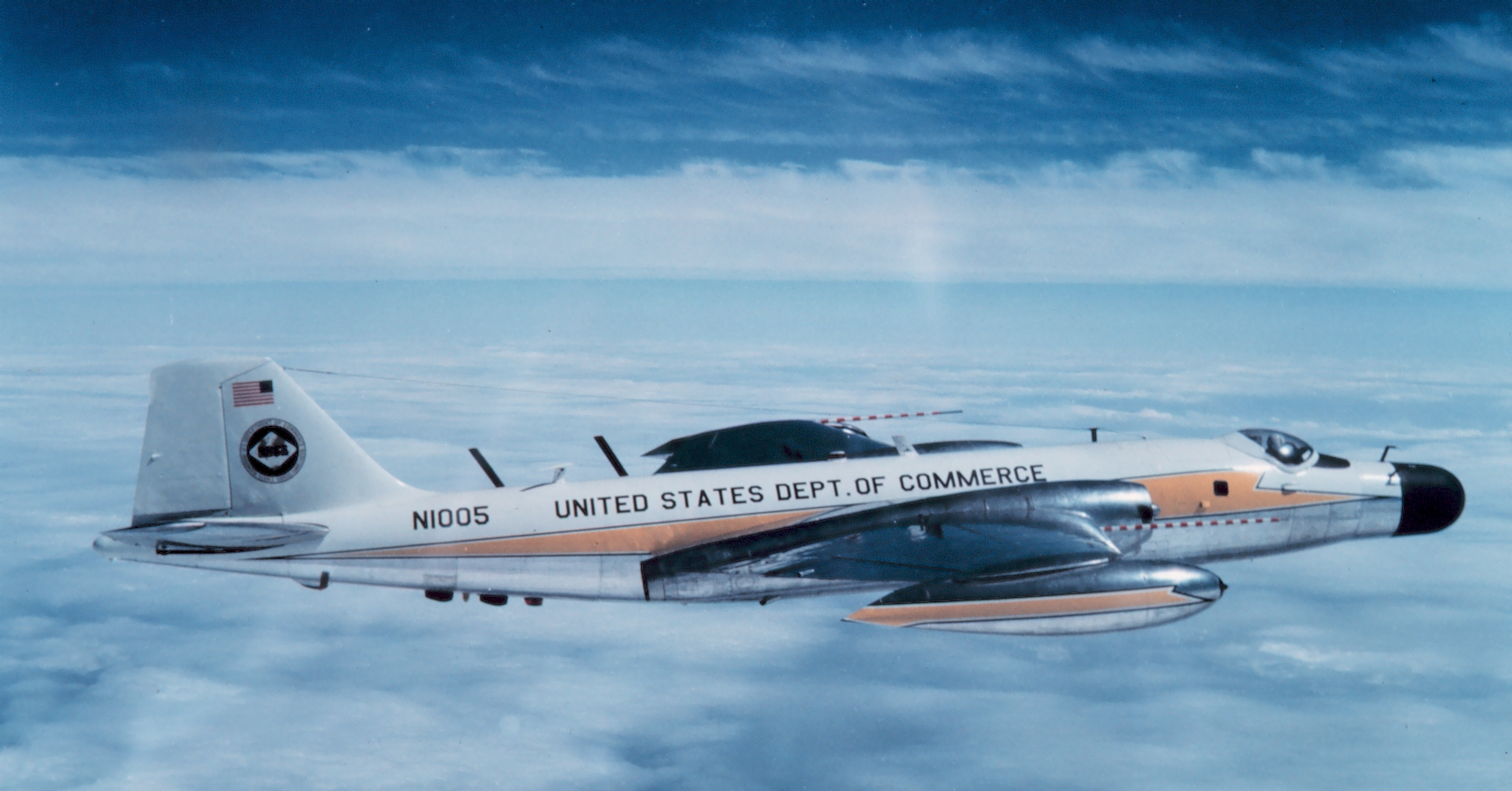
B-57A des United States Department of Commerce (Handelsministerium). Eine von acht gebauten B-57A (USAF-Seriennummer 52-1419), die in der Hurricane-Forschung eingesetzt wurde.

Während des Koreakriegs beschaffte das US-Militär die Variante B-57 der Canberra als taktischen Bomber und damit als düsengetriebenen Nachfolger verschiedener Bomber, die noch im Zweiten Weltkrieg entwickelt worden waren. Das Flugzeug erfüllte seine Erwartungen allerdings nur teilweise, da die Beladungs- und damit Bombenkapazität gering war und die B-57 mit zeitgemäßen Flugabwehrwaffen leicht zu bekämpfen war. Zudem begann die Lizenzfertigung durch die Glenn L. Martin Company erst 1953, so dass das Flugzeug im Koreakrieg nicht mehr zum Einsatz kam. Nach 403 in der US Air Force in Betrieb genommenen Einheiten wurde 1957 der Bau der B-57 eingestellt. Martin modifizierte das Flugzeug während der Produktionsphase. Die frühen Baureihen waren nahezu identisch mit dem britischen Modell, später wurden zunehmend Komponenten aus US-Produktion eingebaut und Varianten für verschiedene Aufgaben hergestellt.
Im Vietnamkrieg waren 94 Flugzeuge des Typs B-57B im Einsatz, obwohl ihre Technik zu diesem Zeitpunkt bereits veraltet war. 51 der Maschinen wurden zerstört, 38 davon durch feindlichen Beschuss.
Zu einem Sonderstatus kam die Martin B-57G. Diese Version war das Ergebnis eines Forschungsprogramms zur gesteigerten Nachtkampffähigkeit der US Air Force während der Vietnamkriegs. Diese Nachtangriffe sollten den Nachschubverkehr über den Ho-Chi-Minh-Pfad unterbrechen. Nachdem erste Bombardierungen des Pfads im Jahr 1965 nur geringe Erfolge zeigten, befahl Präsident Lyndon Baines Johnson im Dezember 1965 ein Forschungsprogramm zur gesteigerten Nachtkampffähigkeit, das die Air Force im Februar 1966 unter dem Titel Shed Light startete. Von den rund 100 technischen Lösungen, die dabei untersuchte wurden, kam kaum eine über den Status des Prototyps hinaus. Einige wurden aber später weiterentwickelt und in jüngeren Waffenplattformen verwendet. So gehen die militärische Verwendung von Forward Looking Infrared und der Nachtbildtechnik LLLTV in den USA im Wesentlichen auf dieses Programm zurück.
Das einzige im Rahmen von Shed Light wesentlich umgebaute Flugzeug, das über Prototypen hinaus in den Einsatz kam, war die B-57G. Ende 1967 erhielten erstmals drei B-57B aus dem 3rd Wing der Pacific Air Forces durch Mitarbeiter von Martin und Westinghouse Electric Corporation Nachtsichtgeräte eingebaut, zunächst noch unter einem Flügel. Sie waren die ersten Flugzeuge, die die Bezeichnung B-57G trugen. Die Variante mit diesem ersten Nachtkampf-Einbau war auch als Tropic Moon II bekannt. Von Dezember 1967 bis August 1968 flogen die Maschinen Probeeinsätze über dem Ho-Chi-Minh-Pfad und erzielten eine schlechte Waffenwirkung: Von 456 aufgeklärten nordvietnamesischen LKW wurden nur 39 nachweislich vernichtet.
Die nächste Baureihe, Tropic Moon III, erhielt Anfang 1969 umfangreichere Sensoreinheiten in einer neu geformten, knollenförmigen „Nase“ des Rumpfs. Dieses von Westinghouse entwickelte Paket enthielt vorwärts gerichtetes Suchradar, Forward Looking Infrared, ein Tiefflugvideoaufnahmegerät sowie einen Laser-Reichweiten- und Zielerfassungssucher. Die Besatzung wurde um einen Sensorbediener erweitert. Zum Ausgleich für das Gewicht der Sensoreinheit entfiel die Bordkanone, so dass die Bewaffnung sich auf vier 500-Pfund-Bomben unter den Tragflächen beschränkte. Dabei kam in der Regel Munition aus der Serie Paveway I zum Einsatz. Sobald das Ziel von den Sensoren entdeckt und erfasst war, wurde per Lasersystem die Entfernung bestimmt, das Ziel markiert und die Bombe in dieses gelenkt.
Elf dieser Flugzeuge wurden ab September 1970 an das Mitte 1969 reaktivierte 13. Bombergeschwader auf dem Luftwaffenstützpunkt Ubon in Thailand geliefert, vier bleiben als Ausbildungsflugzeuge auf der MacDill Air Force Base in Florida. Die B-57G Tropic Moon III war vom Oktober 1970 im Kampfeinsatz und erwies sich als grundsätzlich geeignete Waffe, zeigte sich aber als wenig effizient im Vergleich mit den Gunships, die etwa zur gleichen Zeit in größerer Zahl zum Einsatz kamen. Im Rahmen der Operation Commando Hunt V vernichteten B-57G rund 2000 LKW, während die Gunships der Typen Lockheed C-130 A und E, die ebenfalls mit Sensorsystemen aus dem Programm Shed Light ausgerüstet waren, bis zu 12.000 Fahrzeuge vernichteten. Zudem war der Betrieb der B-57G aufwändig und teuer. Die Flugzeuge waren bis April 1972 im Einsatz. Anschließend wurde das 13. Bombergeschwader erneut deaktiviert. Die noch flugfähigen Maschinen gingen an die 190th Bombardment Group (Tactical) der Kansas Air National Guard über und wurden auf der Forbes Air Force Base stationiert. Während des Einsatzes über Vietnam ging am 12. Dezember 1969 eine Maschine verloren. Es ist unklar, ob dafür nordvietnamesisches Flugabwehrfeuer verantwortlich war oder der Zusammenstoß mit einer amerikanischen Aufklärungsmaschine.
Im Rahmen des „Pave Gat“-Programmes wurde eine B-57G mit dem dreiläufigen 20-mm-Geschütz XM197 auf einer einstellbaren Vorrichtung (im Bereich des Bombenschachts) bestückt, um sie als Gunship einzusetzen. Die Tests waren zwar erfolgreich, doch die Maschine wurde nie für Einsätze in Vietnam benutzt.
Insgesamt war die B-57 der letzte taktische Bomber, den das US-Militär beschaffte. Diese Flugzeugklasse wurde durch Gunships, Kampfhubschrauber, Mehrzweckkampfflugzeuge und genauer gelenkte Waffensysteme an strategischen Bombern ersetzt. 1983 wurden die verbleibenden B-57 im US-Militär außer Dienst gestellt. Die letzten drei flugfähigen WB-57F überließen die Streitkräfte der NASA als Plattform für wissenschaftliche Experimente in großer Flughöhe. 2012 waren diese Flugzeuge vorübergehend noch einmal militärisch über Afghanistan als fliegende Gefechtsstände im Einsatz.

## Versionen

### Vereinigtes Königreich
Für die Luftstreitkräfte des Vereinigten Königreiches und einiger anderer Staaten wurden folgende Baureihen der Canberra entwickelt. Einige waren auch in Deutschland, insbesondere bei der Royal Air Force Germany (RAF Germany) stationiert (siehe auch die Informationen über das Bezeichnungssystem britischer Luftfahrzeuge).
Canberra B.Mk.1
Vier Vorserienmaschinen.
Canberra B.Mk.2
Erstes Serienmodell, drei Besatzungsmitglieder, zwei Avon-R.A.-3-Triebwerke mit jeweils 2945 kp Schub. An den Tragflächenspitzen Treibstofftanks. Am 25. Mai 1951 ging das erste Exemplar an die No. 101 Squadron in Binbrook, Lincolnshire. 418 Exemplare.
Canberra PR.Mk.3
Foto-Aufklärer, das Modell wurde von der B.Mk.2 abgeleitet. 37 Exemplare.
Canberra T.Mk.4
Trainer, diese Baureihe wurde von der B.Mk.2 abgeleitet. Das Flugzeug war mit Doppelsteuer und Sitz für den Navigator ausgerüstet. 67 Exemplare.
Canberra B.Mk.5
Zielmarkierungsversion der B.Mk.2 mit Avon-R.A.7-Triebwerken. Das Flugzeug erhielt einen festen Bug und eine flache Konsole für Bombenschützen. Ein Prototyp.
Canberra B.Mk.6
Serienmodell der zweiten Generation. Der Rumpf wurde um 0,3 Meter verlängert, die Kraftstoffkapazität erhöht. Zwei Avon-109-Triebwerke mit jeweils 3357 kp Schub. Ein Waffenbehälter mit vier 20-mm-Maschinenkanonen konnte mitgeführt werden. 106 Exemplare.
Canberra B.Mk.6(RC)
Spezialisierte ELINT Version mit längerer Nase und Blue-Shadow-Seitensicht-Radar. 4 Exemplare.
Canberra B(I).Mk.6
Vorläufige Nacht-Jagdbomberversion der B.Mk.6. Ein Unterrumpfwaffenbehälter und Unterflügelwaffen. 22 Exemplare.
Canberra PR.Mk.7
Foto-Aufklärer mit der PR.3-Ausrüstung und Avon-109-Triebwerken, der aus der B.Mk.6 abgeleitet wurde. 75 Exemplare.
Canberra B(I).Mk.8
Serienmodell der dritten Generation, von der B(I).Mk.6 abgeleitet. Das Flugzeug konnte als Langstrecken-Nachtjagdbomber, Höhenbomber oder Zielmarkierer eingesetzt werden. Kanzel an der Backbordseite des Rumpfes. Die Besatzung bestand nur noch aus zwei Personen: Pilot und Navigator/Bombenschütze. Es konnte ein Waffenbehälter mit vier 20-mm-British-Hispano-Maschinenkanonen mitgeführt werden. Unter jeder Tragfläche befand sich eine Laststation zur Aufnahme einer Bombe bis zu 1000 lb (454 Kilogramm) oder zur Aufnahme ungelenkter Raketen. Der Erstflug war am 23. Juli 1954. 73 Exemplare (1 umgebaute B.Mk.5/Prototyp, 2 umgebaute B.Mk.2, Rest neu gebaut, 17 wurden exportiert).
Canberra PR.Mk.9
Höhenaufklärer, die Version wurde von der B(I). Mk.8 abgeleitet. Rumpf auf 27,72 Meter verlängert. Spannweite um 1,22 Meter verbreitert. Zwei Avon-206-Triebwerke mit jeweils 4990 kp Schub. Der Erstflug war am 8. Juli 1955. Ein umgebauter Prototyp und weitere 23 Exemplare.
Canberra U.Mk.10
Unbemanntes Zielmarkierungsflugzeug. 18 umgebaute B.Mk.2.
Canberra T.Mk.11
Trainer, das Flugzeug wurde aus der B.Mk.2 umgebaut. Neben zwei Mann Besatzung gab es zwei Plätze zur Ausbildung von Piloten und Navigatoren für Allwetter-Kampfflugzeuge mit AI-Radar. Das AI/17-Radar war im Bug eingebaut. 9 umgebaute B.Mk.2.
Canberra B(I).Mk.12
Umbau der B(I).Mk.8. Für die RNZAF wurden 10 Flugzeuge, für die SAAF 6 Flugzeuge umgebaut.
Canberra T.Mk.13
Ausführung der T.Mk 4 für die RNZAF. 1 umgebaute T.Mk.4 und ein neues Exemplar.
Canberra B.Mk.15
Umbau der B.Mk.6 für die Far East Air Force und den Einsatz im Mittleren Osten. Unterflügelvorrichtungen für zwei AS.30 Lenkflugkörper, zwei 454-kg-Bomben oder Raketenwerfer. Die Navigations- und Kommunikationsgeräte waren modernisiert. 38 Exemplare.
Canberra E.Mk.15
Mit elektronischer Ausrüstung zur Kalibrierung.
Canberra B.Mk.16
Wie B.Mk.15 für die RAF Germany mit zusätzlicher Ausrüstung (Blue Shadow). 20 Exemplare.
Canberra T.Mk.17/T.Mk.17A
Trainer für elektronische Störmaßnahmen (ECM). 24 umgebaute B.Mk.2
Canberra TT.Mk.18
Zielschleppvariante für Schießübungen der Fleet Air Arm (FAA) der Royal Navy. 22 umgebaute B.Mk.2.
Canberra T.Mk.19
Trainer, umgebaute T.Mk.11.
Die folgenden Baureihen entstanden für die Royal Australian Air Force (RAAF), der Luftstreitkraft des großen südpazifischen Commonwealth-Staates:
Canberra B.Mk.20
Lizenzbau der B.Mk.2 mit zusätzlichen Flügeltanks in Australien für die Royal Australian Air Force (RAAF). Die Triebwerke Avon 109 wurden ebenfalls in Australien hergestellt. 48 Exemplare.
Canberra T.Mk.21
Umbau zum Trainer der RAAF. In Australien wurden zwei B.Mk.2 und fünf B.Mk.20 umgebaut.
Canberra T.Mk.22
Radartrainer für die Blackburn Buccaneer der FAA. 7 umgebaute PR.Mk.7
Die folgenden Versionen waren ausschließlich für den Export vorgesehen:
Canberra B.Mk.52
Exportversion für die äthiopischen Streitkräfte. 4 umgebaute B.Mk.2.
Canberra B(I).Mk.56
Exportversion für die Fuerza Aérea del Perú (FAP). 10 umgebaute B(I).Mk.6.
Canberra PR.Mk.57
Tropentaugliche Exportversion der PR.Mk.7 für die Indian Air Force (IAF). 10 Exemplare.
Canberra B(I).Mk.58
Tropentaugliche Exportversion der B(I).Mk.8 für die IAF. 71 Exemplare.
Canberra B.Mk.62
Exportversion für die Fuerza Aérea Argentina (FAA). 10 umgebaute B.Mk.2.
Canberra T.Mk.64
Exportversion für die FAA. 2 umgebaute T.Mk.4.
Canberra B(I).Mk.66
Exportversion für die IAF. 10 umgebaute B(I).Mk.6.
Canberra PR.Mk.67
Exportversion für die IAF. 2 umgebaute PR.Mk.7.
Canberra B(I).Mk.68
Exportversion für die FAP. 1 umgebaute B(I).Mk.8.
Canberra b/B(I).Mk.82
Exportversion für die Fuerza Aérea Venezolana (FAV).
Canberra PR.Mk.83
Exportversion für die FAV.
Canberra T.Mk.84
Exportversion für die FAV.
Canberra B(I).Mk.88
Exportversion für die FAV.
Canberra B.Mk.92
Exportversion für die FAA, 1 umgebaute B.Mk.2, wegen des Embargos aufgrund des Falklandkrieges nicht ausgeliefert.
Canberra T.Mk.94
Exportversion für die FAA, 1 umgebaute T.Mk.4, ebenfalls aus gleichem Grund nicht geliefert.

### Vereinigte Staaten von Amerika

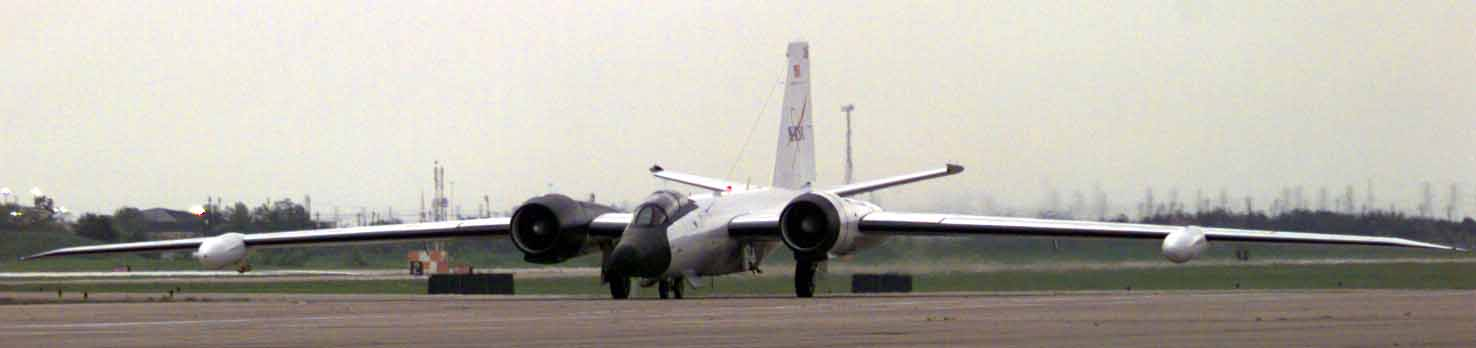
N926NA der NASA

Martin B-57A
Lizenzversion der B.Mk.2., Antrieb jedoch durch zwei Wright J65-W-1-Triebwerke. 8 Exemplare.
Martin RB-57A
Wie B-57A, jedoch mit Kameras hinter der Bombenstation. 67 Exemplare.
Martin B-57B
Weiterentwicklung der B-57A für taktische Nachteinsätze. Zwei Tandemsitze, acht MGs und vier Maschinenkanonen, Rotationsbombenschacht und Flügelpylone für Bomben oder Raketen. 202 Exemplare.
Martin RB-57B
Umgebaute B-57B mit Kameraausrüstung.
Martin EB-57B
Umgebaute B-57B mit ECM-Ausrüstung.
Martin B-57C
Wie B-57B, jedoch mit Doppelsteuerung. 38 Exemplare.
Martin RB-57D
Strategischer Aufklärer für große Höhen. Größere Spannweite und zwei Pratt & Whitney-J57-Triebwerke. 20 Exemplare.
Martin EB-57D
Umbau von RB-57D mit ECM-Ausrüstung.
Martin RB-57F
B-57B und B-57D wurden für Aufklärungsflüge in großen Höhen bei General Dynamics umgebaut. Die Spannweite wurde auf 37,19 Meter erhöht. Zwei Pratt & Whitney TF33-P-11 mit je 8165 kp Schub und zwei Pratt & Whitney J60-P-9 mit je 1497 kp Schub. 21 Exemplare.
Martin B-57E
Wie B-57B, aber mit Zielscheiben-Schleppausrüstung. 68 Exemplare.
Martin EB-57E
Umgebaute B-57E mit ECM-Ausrüstung.
Martin B-57G
Umgebaute B-57B mit Spezialsensoren für Nacht-Jagdbomber-Einsätze.

## US-Produktion
Die B-57 wurde bei Martin, Omaha in Serie gebaut.
Abnahme der B-57 durch die USAF:
| Version | 1953 | 1954 | 1955 | 1956 | 1957 | SUMME |
| ------- | ---- | ---- | ---- | ---- | ---- | ----- |
| B-57A   | 8    |      |      |      |      | 8     |
| B-57B   |      | 54   | 118  | 30   |      | 202   |
| B-57C   |      |      | 36   | 2    |      | 38    |
| B-57E   |      |      |      | 59   | 9    | 68    |
| RB-57A  | 15   | 52   |      |      |      | 67    |
| RB-57D  |      |      | 1    | 14   | 5    | 20    |
| SUMME   | 23   | 106  | 155  | 105  | 14   | 403   |

Umbau der B-57 nach Fiskaljahren:
| Version | 1957 | 1958 | 1959 | 1960 | 1961 | 1962 | 1963 | 1964 | 1965 | 1966 | 1967 | 1968 | 1969 | 1970 | 1971 | 1972 | Summe | Umbau aus                    |
| ------- | ---- | ---- | ---- | ---- | ---- | ---- | ---- | ---- | ---- | ---- | ---- | ---- | ---- | ---- | ---- | ---- | ----- | ---------------------------- |
| B-57B   |      |      |      |      |      |      |      |      | 4    |      | 15   |      |      |      |      |      | 19    | RB-57B, EB-57B               |
| B-57C   |      |      |      |      |      |      |      |      | 1    |      | 3    |      | 1    |      |      |      | 5     | RB-57C, TB-57C               |
| B-57E   |      |      |      |      |      |      |      |      |      |      | 1    |      |      |      | 1    |      | 2     | RB-57E, EB-57E               |
| B-57G   |      |      |      |      |      |      |      |      |      |      |      |      | 2    | 8    | 6    |      | 16    | B-57B                        |
| EB-57A  |      |      |      |      |      |      |      |      |      |      | 12   |      |      |      |      |      | 12    | RB-57A                       |
| EB-57B  |      |      |      |      |      |      |      |      |      | 22   |      |      |      |      |      |      | 22    | B-57B, RB-57B                |
| EB-57D  |      |      |      |      |      |      |      |      |      |      | 7    | 2    |      |      |      |      | 9     | RB-57D                       |
| EB-57E  |      |      |      |      |      |      |      |      |      | 28   | 2    | 1    | 1    | 1    |      |      | 33    | B-57E, RB-57E, TB-57E        |
| RB-57A  |      |      | 1    |      |      |      |      |      | 1    |      |      |      |      |      |      |      | 2     | B-57A                        |
| RB-57B  |      |      |      | 14   |      |      | 8    |      |      | 2    |      |      |      |      |      |      | 24    | B-57B                        |
| RB-57C  |      |      |      | 6    |      |      | 8    |      |      | 1    |      |      |      |      |      |      | 15    | B-57C, RB-57B, TB-57C        |
| RB-57E  |      |      |      | 4    |      | 4    | 2    |      |      |      | 2    | 1    |      |      |      |      | 13    | B-57B, B-57E, EB-57E, TB-57E |
| RB-57F  |      |      |      |      |      |      |      | 3    | 12   | 4    | 3    |      |      |      |      |      | 22    | B-57B, RB-57B, RB-57A        |
| TB-57C  | 1    | 5    | 1    |      |      |      |      |      |      |      |      |      |      |      |      |      | 7     | B-57B                        |
| TB-57E  |      |      |      |      |      | 31   |      |      |      |      |      | 1    |      |      |      |      | 32    | B-57B                        |
| WB-57C  |      |      |      |      |      |      |      |      |      |      |      |      |      |      |      | 5    | 5     | RB-57C                       |
| WB-57C  |      |      |      |      |      |      |      |      |      |      |      |      |      |      |      | 19   | 19    | RB-57F                       |
| Summe   | 1    | 5    | 2    | 24   | 0    | 35   | 18   | 3    | 18   | 57   | 45   | 5    | 4    | 9    | 7    | 24   | 257   |                              |

(FY = Fiscal Year. Das FY 1957 ging vom 1. Juli 1956 bis zum 30. Juni 1957.)

## Nutzer

### English Electric Canberra
Äthiopien
Äthiopische Luftstreitkräfte, 4 B.Mk.52
 Argentinien
Fuerza Aérea Argentina (FAA), 10 B.62 und 2 T.64
 Australien
Royal Australian Air Force (RAAF), 3 B.2, 48 B.20, 7 T.21
 Chile
Fuerza Aérea de Chile (FACh), 3 PR.9
 Deutschland
Luftwaffe, 3 B.2
 Ecuador
Fuerza Aérea Ecuatoriana (FAE), 6 B.2
 Frankreich
Armée de l’air, 6
 Indien
Indian Air Force (IAF), 107 (u. a. 9 T.4, 2 T.13, 10 PR.57, 65 B(I).58, 2 PR.67)
 Neuseeland
Royal New Zealand Air Force (RNZAF), 17 B.2, 3 T.4, 9 B(I).12, 2 T.13
 Peru
Fuerza Aérea del Perú, 60 (u. a. 10 B(I).56, 1 B(I).68)
 Rhodesien
Royal Rhodesian Air Force, 16 B.2, 4 T.4
 Schweden
Flygvapnet, 2
 Südafrika
South African Air Force (SAAF), 9 (u. a. B.12)
 Venezuela
Fuerza Aérea Venezolana (FAV), 46 (PR.3, 1 T.4, B.2, B.82, 13 B(I)82, 3 PR.83, T.84, 4 B(I)88)
 Vereinigtes Königreich
Royal Air Force, 782
Royal Navy, Fleet Air Arm, 69
Royal Aircraft Establishment/DERA, RAE Bedford, DERA Llanbder

### Martin B-57
Pakistan
Pakistanische Luftwaffe
24 B-57B, 2 B-57C und 2 RB-57B zwischen 1959 und 1985 und zwei RB-57F zwischen 1964 und 1973
 Taiwan
Luftstreitkräfte der Republik China
 Vereinigte Staaten
United States Air Force (USAF)
National Aeronautics and Space Administration (NASA)
National Center for Atmospheric Research (NCAR)
National Oceanic and Atmospheric Administration (NOAA)

### Stationierungsorte in Deutschland

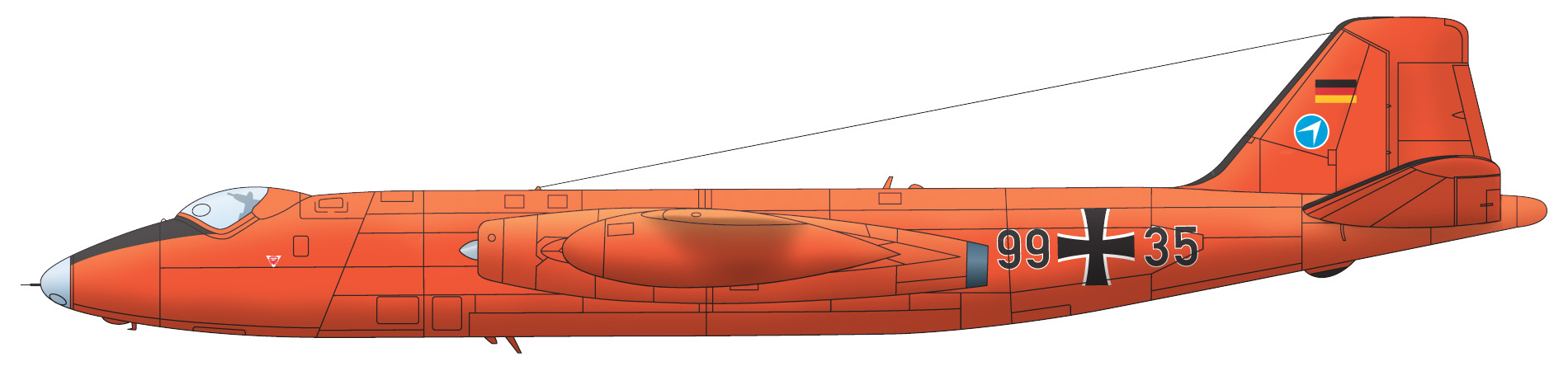
Seitenansicht der Version der Bundeswehr

- Bundesamt für Wehrtechnik und Beschaffung bzw. Luftwaffe
  - Fliegerhorst Manching, 1966 bis 1993, Canberra B.2 (Wehrtechnische Dienststelle 61)
- 2nd Tactical Air Force/Royal Air Force Germany, die B.2-Staffeln in Gütersloh unterstanden nicht der 2nd Tactical Air Force, sondern direkt dem Bomber Command.
  - RAF Ahlhorn, Februar 1953 bis Oktober 1953, Canberra B.2 (Tactical Development Unit), September 1955 bis August 1957, Canberra B(I).6 (213. Squadron)
  - RAF Brüggen, Juni 1957 bis Dezember 1969, Canberra B(I).6/PR.7 (80. und 213. Squadron)
  - RAF Geilenkirchen, November 1957 bis Januar 1968, Canberra B(I).8 (3. und 59. Squadron)
  - RAF Gütersloh, September 1954 bis August 1956, Canberra B.2 (102., 103., 104. und 149. Squadron), September 1956 bis November 1957, Canberra B(I).8 (59. Squadron)
  - RAF Laarbruch, März 1955 bis Juni 1972, Canberra PR.7/B(I).8 (16., 31., 80. und 214. Squadron)
  - RAF Wahn, Juni 1956 bis April 1957, Canberra PR.7 (17. Squadron)
  - RAF Wildenrath, Juni 1955 bis Juni 1970, Canberra PR.7/B(I).8 (14., 17. und 88. Squadron)
- United States Air Forces in Europe, die B-57C wurden in geringer Stückzahl zu Trainingszwecken verwendet.
  - Sembach Air Base, November 1955 bis Oktober 1957, RB-57A/B-57C (30. Tactical Reconnaissance Squadron/66. Tactical Reconnaissance Wing)
  - Spangdahlem Air Base, Oktober 1954 bis November 1957, RB-57A/B-57C (1. Tactical Reconnaissance Squadron/10. Tactical Reconnaissance Wing)

## Zwischenfälle

### English Electric Canberra
Beispiele:
- Am 26. September 1968 wurde eine English Electric Canberra B.(I) 6 der britischen Royal Air Force (RAF) (Luftfahrzeugkennzeichen WT313) auf der Basis RAF Brüggen (NRW) irreparabel beschädigt. Über Personenschäden ist nichts bekannt.[4]

- Am 25. Februar 1971 wurde eine English Electric Canberra PR.3 der britischen Royal Air Force (RAF) (WT523) vor der Landung auf der RAF Laarbruch (NRW) durch einen Vogelschlag so schwer beschädigt, dass sie abgeschrieben wurde. Beide Besatzungsmitglieder überlebten den Unfall.[5]

### Martin B-57
Die B-57 hatte eine hohe Unfallrate zu verzeichnen. 84 B-57, 34 RB-57/EB-57 und 4 TB-57 gingen im Zeitraum 1953 bis 1971 durch Unfälle verloren. Dazu kamen 10 Flugzeuge im Zeitraum 1972 bis 1976, die in den Statistiken nicht mehr nach Funktionen aufgeteilt waren, zusammen also 132 Flugzeuge. In Vietnam verlor die USAF 47 Flugzeuge, davon 40 B-57, 5 RB-57 und 2 EB-57.

## Technische Daten

Dreiseitenriss

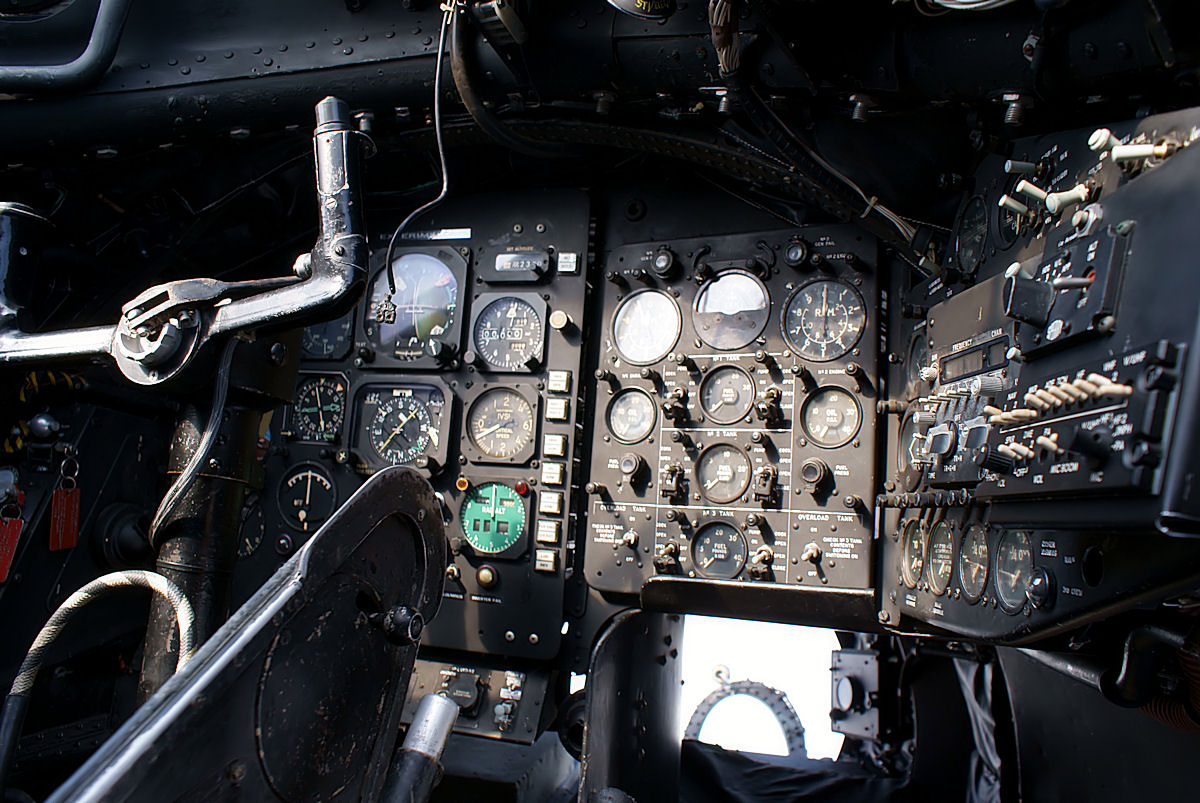
Cockpit

| Kenngröße                   | Daten (B(I).Mk 58)                                               | (Martin B-57G Canberra)                              |
| --------------------------- | ---------------------------------------------------------------- | ---------------------------------------------------- |
| Verwendungszweck            | zweisitziger leichter Bomber                                     | zweisitziger Nacht-Störbomber                        |
| Länge                       | 19,96 m                                                          | 19,96 m                                              |
| Spannweite                  | 19,31 m                                                          | 19,51 m                                              |
| Höhe                        | 4,74 m                                                           |                                                      |
| Flügelfläche                | 89,50 m²                                                         |                                                      |
| Flügelstreckung             | 4,2                                                              |                                                      |
| Leermasse                   | 10.519 kg                                                        |                                                      |
| Startmasse                  | normal 21.319 kg maximal 23.234 kg                               | maximal 24.948 kg                                    |
| Antrieb                     | zwei Rolls-Royce Avon-109-Strahltriebwerke mit je 3.402 kp Schub | zwei Wright J65-W-5 Turbojets mit je 3.266 kgf Schub |
| Marschgeschwindigkeit       | 650 km/h                                                         |                                                      |
| Höchstgeschwindigkeit       | 821 km/h in Seehöhe 901 km/h in 12.200 m Höhe                    | 937 km/h                                             |
| Anfangssteiggeschwindigkeit | 18,3 m/s                                                         |                                                      |
| Dienstgipfelhöhe            | 14.630 m                                                         |                                                      |
| Reichweite                  | 1.300 km                                                         |                                                      |
| Überführungsreichweite      | 5.792 km                                                         |                                                      |

## Bewaffnung

### Außenlasten
Kampfmittel bis zu 908 kg an zwei Außenlaststationen unter den Tragflächen
Luft-Boden-Lenkflugkörper:
- 2 × Aérospatiale AS.30 „Noras“ (funkferngesteuert)

Ungelenkte Bomben:
- 2 × Royal Ordnance GP Mk. IV (1.000-lb-/454-kg-Freifallbombe)
- 4 × Royal Ordnance GP Mk. V (500-lb-/227-kg-Freifallbombe)

Ungelenkte Luft-Boden-Raketen:
- 2 × Raketen-Rohrstartbehälter MATRA 155 für je 18 × ungelenkte SNEB-(TDA)-Luft-Boden-Raketen, Kaliber 68 mm
- 2 × Raketen-Rohrstartbehälter für je 37 × ungelenkte Microcell-2"-Luft-Boden-Raketen, Kaliber 51 mm
- 16 × High Velocity Aircraft Rocket (HVAR) „Holy Moses“ ungelenkte Luft-Boden-Rakete, Kaliber 127 mm

Zusatzbehälter:
- 2 × Maschinengewehrbehälter mit 1 × 7,62-mm-Maschinengewehr
- 2 × Flight Refueling LTD Rushton Whinch (Schleppzielbehälter)
- 2 abwerfbare Zusatztanks für Kerosin

### Bombenschacht
Kampfmittel bis zu 2722 kg in einem zentralen internen Waffenschacht
Ungelenkte Bomben:
- 9 × Royal Ordnance GP Mk. V (500-lb-/227-kg-Freifallbombe)
- 6 × Royal Ordnance GP Mk. IV (1000-lb-/454-kg-Freifallbombe)
- 1 × Royal Ordnance M.C. Mk. II (4000-lb. Freifallbombe)
- 1 × Mk.7 „Thor“ (nukleare Freifallbombe mit 61-kt-Sprengsatz)
- 1 × B28 (nukleare Freifallbombe mit 1,45-MT-Sprengsatz)
- 1 × B43 (nukleare Freifallbombe mit 1-MT-Sprengsatz)
- 1 × B57 (nukleare Freifallbombe mit 20-kT -Sprengsatz)
- 1 × „Red Beard“ Bomb Aircraft HE 2000 lb MC Mk.2 No.2 (nukleare Freifallbombe mit 15-kt-Sprengsatz)
- 1 × WE.177 (nukleare Freifallbombe mit 400-kt-Sprengsatz)

Zusatzbehälter:
- Kanonenwanne mit 4 × 20-mm-Maschinenkanonen Hispano-Suiza Mk.V mit je 500 Schuss Munition

## In Deutschland erhaltene Exemplare
Alle drei von der Bundeswehr eingesetzten Maschinen blieben in Museen erhalten. Die Maschine mit dem Luftwaffen-Kennzeichen 99+34 ist im Internationalen Flugzeugmuseum in Villingen-Schwenningen ausgestellt, die 99+35 ist im Militärhistorischen Museum Flugplatz Berlin-Gatow und die 99+36 im Technik-Museum Sinsheim zu besichtigen.
Zudem findet sich seit 2016 eine English Electric Canberra PR.7 im Royal Air Force Museum in Laarbruch-Weeze am Niederrhein.